# Church of Ceylon
Die Church of Ceylon ist eine Mitgliedskirche der Anglikanischen Gemeinschaft. Sie beschränkt sich heute auf das Gebiet von Sri Lanka. Ihre beiden Diözesen unterstehen extraprovinziell dem Erzbischof von Canterbury. Die Diözese Jaffna im Norden Sri Lankas gehört zur Church of South India, umfasst aber nur Gemeinden, die früher zur (reformierten) South India United Church gehörten. 
Die Kirche gibt ihre Mitgliederzahl mit 50.000 an.

## Geschichte
Das Gebiet der Church of Ceylon ist eines der ältesten Missionsgebiete der Anglikanischen Kirche. Ab 1796 wurde dort durch die Church Missionary Society und die Society for the Propagation of the Gospel missioniert. Die Diözese Colombo wurde 1845 gegründet und gehörte bis 1927 zur Church of England. 1927 erhielten die Diözesen auf dem indischen Subkontinent als Church of India, Burma and Ceylon (ab 1947 Church of India, Pakistan, Burma, and Ceylon) ihre Selbständigkeit. 1950 wurde die Diözese Kurunegala aus der Diözese Colombo herausgetrennt. Als durch die Gründung der Church of North India und der Church of Pakistan 1970 die Church of India, Pakistan, Burma, and Ceylon aufgelöst wurde, bildete Ceylon eine eigenständige Kirche.

## Gliederung
Die Extraprovinzielle anglikanische Kirche umfasst zwei Diözesen:
| Diözese    | Sitz       | Staat     | Bischof                    |
| ---------- | ---------- | --------- | -------------------------- |
| Colombo    | Colombo    | Sri Lanka | Dushantha Lakshman Rodrigo |
| Kurunegala | Kurunegala | Sri Lanka | Keerthisiri Fernando       |

## Bischöfe

### Bischöfe von Colombo
- James Chapman 1845–1861
- Piers Claughton 1862–1871
- Hugh Jermyn 1872–1875 (später Primas von Schottland)
- Reginald Copleston 1876–1902, später Bischof von Kalkutta und Metropolitan von Indien
- Ernest Copleston 1903–1924
- Mark Carpenter-Garnier 1924–1938
- Cecil Horsley 1938–1947
- Rollo Graham Campbell 1948–1964
- Harold de Soysa 1964–1971 (erster Bischof aus Sri Lanka)
- Cyril Abeynaike 1971–1977
- Swithin Fernando 1978–1987
- Jabez Gnanapragasam 1987–1992
- Kenneth Fernando 1992–2001
- Duleep De Chickera 2001–2010
- Dhiloraj Canagasabey 2010–2020
- Dushantha Lakshman Rodrigo 2020 – heute

### Bischöfe von Kurunegala
- Lakdasa De Mel 1950–1962
- Lakshman Wickremasinghe 1962–1983
- Andrew Kumarage 1984–2000
- Kumara Illangasinghe 2000–2010
- Shantha Francis 2010–2015
- Keerthisiri Fernando 2018 – heute

Als Primas fungiert seit 2020 der Bischof von Kurunegala, Keerthisiri Fernando.